# 里約熱內盧聯邦科技教育中心
「塞爾索·蘇考·達·芳塞卡」聯邦科技教育中心（葡萄牙語：Centro Federal de Educação Tecnológica Celso Suckow da Fonseca），或稱為里約熱內盧聯邦科技教育中心（Centro Federal de Educação Tecnológica do Rio de Janeiro, CEFET/RJ），是一直屬於巴西聯邦教育部的聯邦教育機構之一。該校提供大學與學士後學程，以及廣受歡迎的高中技術教育課程。
該校的教育領域主要著重於機械工程、資訊科技、電子機械、電信學、冶金學、石化與電力學等。
該校在巴西國內多處地點設有校區，校本部則位於里約熱內盧市馬拉卡納區。

## 歷史
巴西的聯邦科技教育中心體系反映了於20世紀期間促進該國工業化發展的教育機構。聯邦教育中心系統的歷史與巴西專業教育的起源有著深厚的淵源，並可追溯至1909年，時任巴西總統的尼洛·佩薩尼亞要求各州首府均須設置學徒學校，以提供人民免費的初等與專業教育。

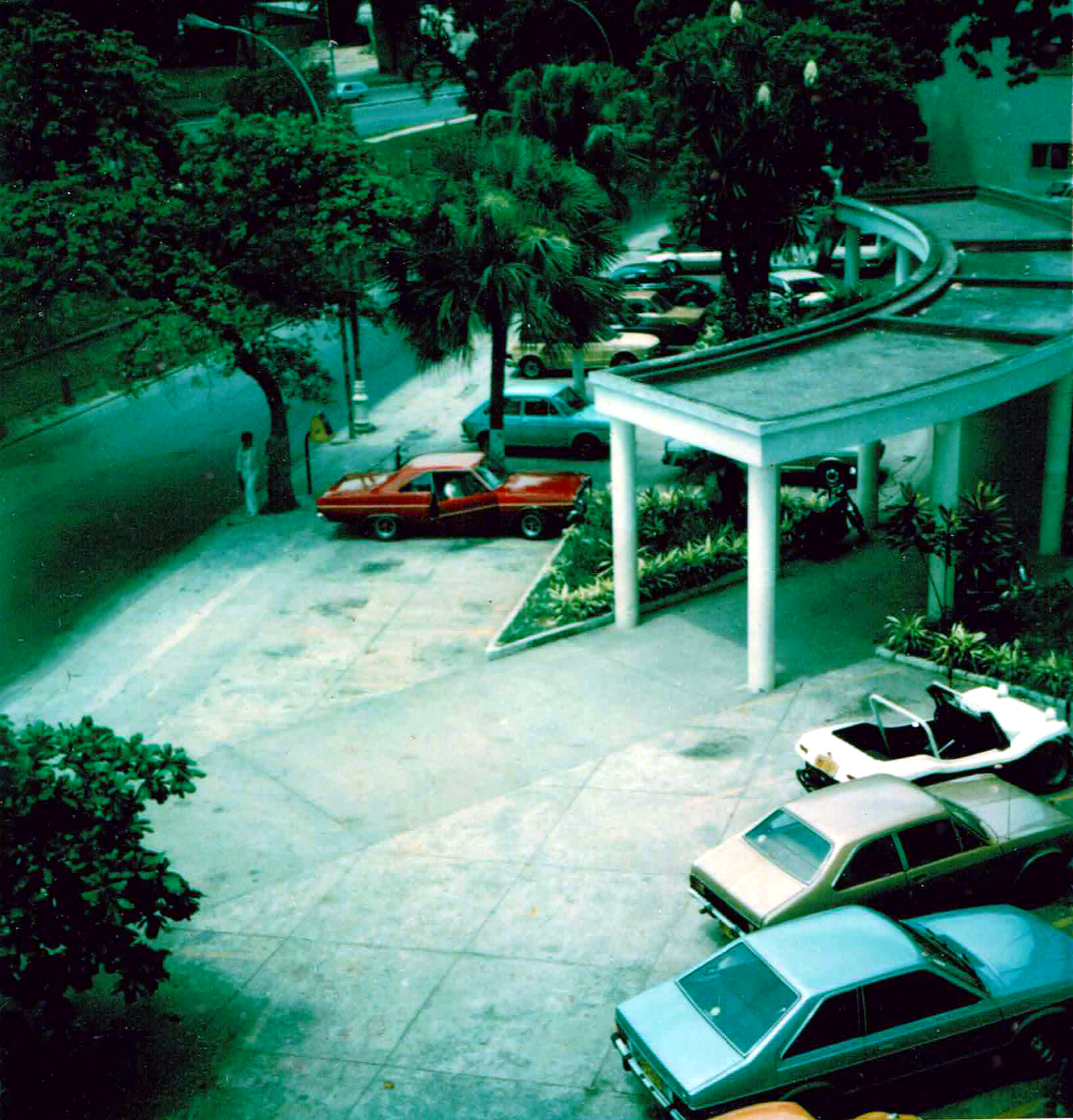
1979年，聯邦科技教育中心的正門入口。

里約熱內盧聯邦科技教育中心的前身是1917年創立的溫塞斯勞布拉斯藝術美術師範學校（Escola Normal de Artes e Ofícios Wenceslau Brás）。1919年，該校由聯邦政府接管。1937年巴西教育部進行重整後，該校成為聯邦政府的專業教育機構之一。

## 學術

### 技術課程
| - 電力學 - 電子學 - 控制與自動化 - 電信學 - 力學 - 計量學 - 機動車輛保修 - 建築學 - 港口工程學 - 道路工程學 - 電腦運算學 | - 公共行政學 - 職場安全學 - 旅遊學 - 環境科學 - 護理學 - 化學 - 食品科學 |

### 研究課程
| - 土木工程學 - 電機工程學 - 電子工程學 - 環境工程學 - 冶金工程學 - 控制工程學 - 通信工程學 - 機械工程學 - 生產工程學 - 計算機工程學 - 食品工程學 - 電腦科學 - 網路系統學 - 物理學 | - 行政學 - 職場安全學 - 酒店管理學 - 環境資源管理 - 國際談判應用語言學 |

### 碩士以上課程
取得學士學位的學生可以在該校提供的7種專業課程中選擇修習，畢業後可取得8種不同的碩士或博士學位。

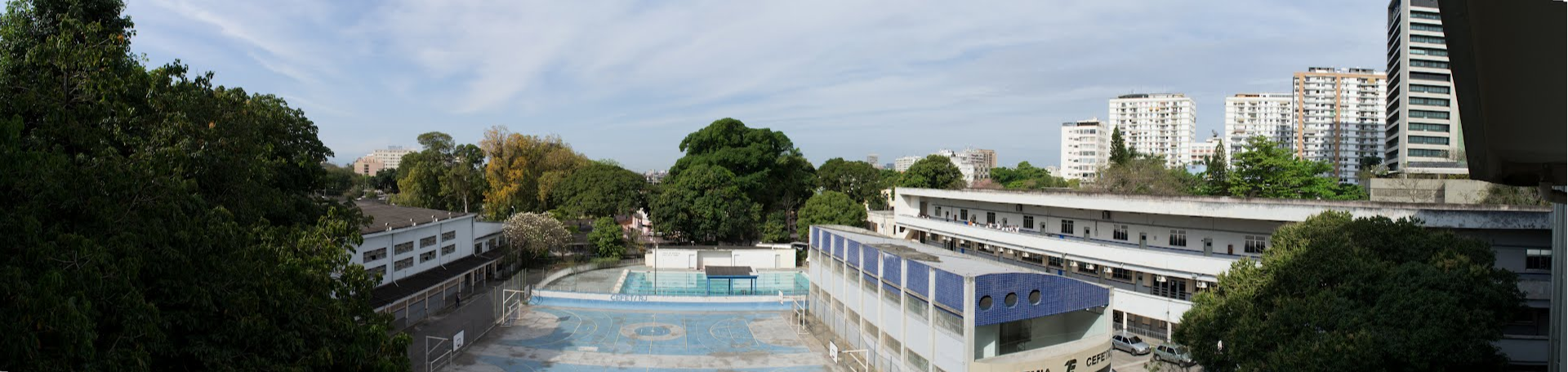
校區全景。

## 外部連結
- Official Page CEFET-RJ (in Portuguese)
- CEFET/RJ - Seu Tempo e sua História (Extensive YouTube Video about the CEFET RJ History in Portuguese) （页面存档备份，存于）
- CEFET-RJ campus at 229 Maracanã Ave. to the right of the Estádio do Maracanã (Maracanã Stadium) :   Google maps aerial view. （页面存档备份，存于）

22°54′43″S 43°13′28″W / 22.91205°S 43.22452°W